# كارل إم. وليامز
كارل إم. وليامز هو سياسي أمريكي، ولد في 6 مايو 1942. نشط حزبياً في الحزب الديمقراطي. وقد انتخب عضو مجلس نواب ميشيغان ‏.